# Wiersz nieregularny
Wiersz nieregularny – jest odstąpieniem od zasad numeryczności, policzalności; odrzucił ścisłe rygory systemowe i wersyfikacyjne, nie posiada stałych elementów, jakie tworzą wiersz sylabiczny, sylabotoniczny i wiersz toniczny. Budowa takich wierszy jest jednorazowa i niepowtarzalna, układ brzmieniowy. Rytmika jest wyznaczana  przez jego kształt stylistyczno-językowy. Trzeba jednak wskazać na nawiązywanie tego wiersza nieregularnego do tradycji systemów numerycznych (sylabizm, sylabotonizm, tonizm). Wyróżniamy trzy odmiany: nawiązujące do sylabizmu, sylabotonizmu i tonizmu. 
W każdej z nich mamy elementy wtórne, wariacje tamtych systemów wierszotwórczych. Wiersz nieregularny liczy przede wszystkim na nasze osłuchanie w pewnych technikach i postaciach rytmicznych. To nawiązywanie do tradycji systemów numerycznych widoczne jest najbardziej w nieregularnym wierszu sylabicznym, który ma najbogatszą tradycję w polskiej poezji (początki wiąże się z twórczością Krzysztofa Niemirycza – 1699 wydał tom bajek). Wiersz nieregularny podnieśli do rangi artystycznej dwaj romantyczny poeci – Mickiewicz i Słowacki, którzy posługiwali się nim głównie w dramacie romantycznym (Wielka improwizacja, Widzenie ks. Piotra, Monolog Kordiana na szczycie Mont Blanc), także w scenach szaleństwa bohaterów i objawiania się sił nadprzyrodzonych (np. w Kordianie: Prolog, scena przed sypialnią cara, w szpitalu wariatów; w Balladynie, w Lilli Wenedzie). Głównie jednak przez ten typ wiersza utrwalił się w bajce. Poświadczają to zjawisko bajki Mickiewicza, który kontynuował tradycje i wzorce bajki oświeceniowej Krasickiego i Trembeckiego. Nieregularny wiersz sylabiczny opiera się na sylabowcu, dokonując w jego ramach modyfikacji wersów. 
Autorzy "Zarysu teorii literatury" (M. Głowiński, A. Okopień-Sławińska, J. Sławiński) wyróżniają trzy typy najczęściej spotykanych wierszy nieregularnych, komponowanych na podstawach wiersza sylabicznego:
1. wiersz opiera się na jednym dominującym formacie podstawowym, który podlega modyfikacjom przez włączenie weń wersów innej długości, bądź do niego upodobnionych (jak w części II Dziadów), bądź też z nim skontrastowanych,
2. wiersz nieregularny, którego budowa polega na przekładaniu kilku formatów, przy czym zdarzać się mogą w nim kilkuwersowe wstawki równosylabiczne,
3. już wyrafinowane i wyspecjalizowane, dlatego i rzadziej spotykane sposoby układów nieregularnego sylabowca. Może je tworzyć grupowanie wersów w porządku rosnących lub malejących długości wersów. Taki wiersz nieregularny spotykamy w Kordianie Słowackiego, zwłaszcza w scenie przed komnatą cara.

Odmianą wiersza nieregularnego jest nieregularny wiersz sylabotoniczny o zmiennej liczbie stóp metrycznych. W tym przypadku stałe jest metrum, czyli układ sylab akcentowanych i nieakcentowanych, ale zmienna jest liczba sylab i akcentów. Tego typu wiersze występują w twórczości Jana Bolesława Ożoga, gdzie są oparte na bazie amfibracha.